# 放射化学
放射化学（英語：Radiochemistry）是化学的一个分支，旨在研究那些参与化学反应的物质属于或带有放射性核素的化学反应的一门学科。放射化学是关于放射性材料的化学；其中，放射性核素用于研究非放射性核素（在放射化学领域，由于缺乏放射性的物质在放射性衰变上是稳定的，因而往往又将这些非放射性物质称为冷物质或惰性物质）的性质和化学反应。放射化学在很大程度上是利用放射性来研究普通化学反应。

## 历史
此學科起源在19世紀末20世紀初，亨利·贝克勒於1896年發現鈾化合物所發射的輻射，能使底片感光變黑。其後皮埃爾·居里及瑪麗·居禮則在鐳的相關研究中，進一步發展了輻射化學的研究。輻射化學是研究普通的化學變化，所有元素不穩定的同位素經歷放射性衰變及放射性物質的產生（稱為放射性同位素）。

## 放射性核素
放射化学研究所使用的放射性核素包括天然的和人造的两类。

## 主要衰变类型
放射化学之中所涉及的放射性衰变主要分为三种类型：
1. α衰變——主要產生α粒子
2. β衰變——主要產生β粒子
3. γ衰變——產生γ射線，其發生往往伴隨在α衰變或β衰變之後

### 放射物
而三種放射性衰变可產生三種主要放射物（每次放射性衰變大多出現一種），分別是：
1. α粒子
2. β粒子
3. γ射線

它們有不同的特質。

#### α粒子
由α衰變產生，只帶有兩個中子及兩個質子，不帶電子，是氦的同位素氦-4的原子核。

#### β粒子
由β衰變產生，帶有一個電子或正電子，但不帶任何中子及質子。

#### γ射線
由γ衰變產生，不帶任何中子、質子及電子。在量子物理學上，只有光子，是電磁輻射的一種。

## 应用示例

### 核医学
1. 采用碘的放射性同位素125I 标记各种蛋白质或激素，以便利用放射免疫分析技术，检测血清标本之中相应物质的浓度。
2. 采用氟的放射性同位素18F，借助于亲核取代反应，合成2-氟-2-脱氧-D-葡萄糖，作为一种常用的代谢显像剂，用于PET成像检查，诊断肿瘤等疾病。